# Тращеєво
Тращеєво (рос. Тращеево) — присілок Гагарінського району Смоленської області Росії. Входить до складу Покровського сільського поселення.
Населення — 8 осіб. 